# Succinatdehydrogenas

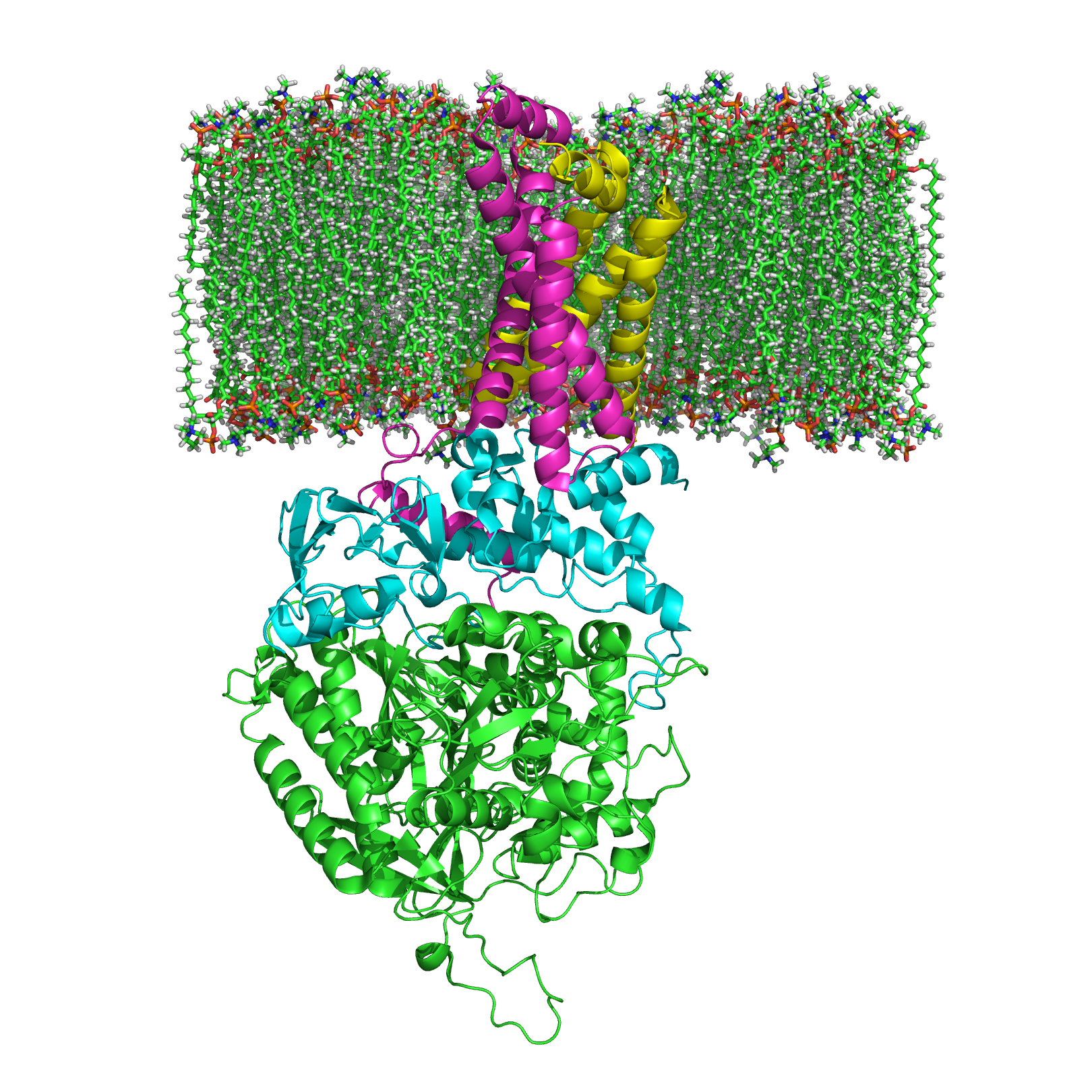
Strukturen av SQR i ett fosfolipidmembran.SDHA, SDHB, SDHC and SDHD.

Succinatdehydrogenas (SDH ) eller succinat-koenzym Q-reduktas (SQR ) eller respiratoriskt komplex II, är ett membranbundet enzym som deltar i citronsyracykeln. Hos de flesta eukaryota cellers mitokondrier utgör det även elektrontransportkomplex II i elektrontransportkedjan, som levererar reduktionspotentialer till koenzym Q. Succinatdehydrogenas innehåller den prostetiska gruppen FAD, som under enzymets aktivitet reduceras till FADH2. Histokemisk analys som visar högt succinatdehydrogenas i muskler visar högt mitokondrieinnehåll och hög oxidativ potential.
I steg 6 i citronsyracykeln katalyserar SQR oxidationen av succinat till fumarat med reduktion av ubikinon till ubikinol. Detta sker i det inre mitokondriella membranet genom att de två reaktionerna kopplas samman. 

## Struktur

### Underenheter
Mitokondriella och många bakteriella SQR är sammansatta av fyra strukturellt olika underenheter: två hydrofila och två hydrofoba. De två första underenheterna, ett flavoprotein (SDHA) och ett järn-svavelprotein (SDHB), bildar ett hydrofilt huvud där enzymatisk aktivitet av komplexet äger rum. SDHA innehållergrön en kovalent fäst flavinadenindinukleotid (FAD) kofaktor och succinatbindningsstället och SDHB innehåller tre järn-svavelkluster: [2Fe-2S], [4Fe-4S] och [3Fe-4S]. De andra två underenheterna är hydrofoba membranförankringsunderenheter, SDHC och SDHD. Mänskliga mitokondrier innehåller två distinkta isoformer av SDHA (Fp-underenheter typ I och typ II), dessa isoformer finns också i Ascaris suum och Caenorhabditis elegans. Underenheterna bildar ett membranbundet cytokrom b- komplex med sex transmembranspiraler som innehåller en hem b- grupp och ett ubikinonbindningsställe. Två fosfolipidmolekyler, en kardiolipin och en fosfatidyletanolamin, finns också i underenheterna SDHC och SDHD (visas inte på bilden). De tjänar till att ockupera det hydrofoba utrymmet under hemen b. Dessa underenheter visas i den bifogade bilden. SDHA är gul, SDHB är grön, SDHC är blå och SDHD är orange. Runt SDHC och SDHD finns ett fosfolipidmembran med intermembranutrymmet överst i bilden.

Bild 5: Underenheter av succinatdehydrogenas

### Ubikuinon bindningsställe
Två distinkta ubikinonbindningsställen kan kännas igen på däggdjurs-SDH - matrix-proximal QP och matrix-distal QD. Ubikuinon-bindningsstället Qp, som visar högre affinitet till ubikuinon, är beläget i ett gap som består av SDHB, SDHC och SDHD. Ubikuinon stabiliseras av sidokedjorna av His207 av underenhet B, Ser27 och Arg31 av underenhet C, och Tyr83 av underenhet D. Kinonringen är omgiven av Ile28 av underenhet C och Pro160 av underenhet B. Dessa rester, tillsammans med Il209, Trp163 och Trp164 av underenhet B, och Ser27 (C-atom) av underenhet C, bildar den hydrofoba miljön i den kinonbindande fickan Qp. Däremot består ubikinonbindningsstället QD,, som ligger närmare intermembranutrymmet, endast av SDHD och har lägre affinitet till ubikinon.

### Redoxcentra
Succinatbindningsstället och ubikinonbindningsstället är förbundna med en kedja av redoxcentra som FAD och järn - svavelklustren. Denna kedja sträcker sig över 40 Å genom enzymmonomeren. Alla kant-till-kant-avstånd mellan centra är mindre än den föreslagna gränsen på 14 Å för fysiologisk elektronöverföring. Denna elektronöverföring visas i bild 8.  

## Sammansättning och mognad
Alla subenheter av human mitokondriell SDH är kärnkodade. Efter translation translokeras SDHA-subenheten som apoprotein till mitokondriella matrisen. Därefter är ett av de första stegen kovalent bindning av FAD-kofaktorn (kovalent flavinylering). Denna process förstärks av succinatdehydrogenassammansättningsfaktor 2 (SDHAF2; även kallad SDH5 i jäst och SDHE i bakterier) och av några av Krebscykelmellanprodukterna. Fumarat stimulerar starkast kovalent flavinylering av SDHA. Genom studier av bakteriesystemet har mekanismen för FAD-anslutning visat sig omfatta en kinon:metid-mellanprodukt. I mitokondriell, men inte bakteriell, sammansättning interagerar SDHA med en andra sammansättningsfaktor som kallas succinatdehydrogenassammansättningsfaktor 4 (SDHAF4; kallas SDH8 i jäst) innan den infogas i det slutliga komplexet.
Fe-S protesgrupper av underenheten SDHB förformas i mitokondriella matrisen av proteinkomplex ISU. Komplexet tros också kunna infoga järn-svavelklustren i SDHB under dess mognad. Studierna tyder på att Fe-S-klusterinsättning föregår SDHA-SDHB-dimerbildning. Sådan inkorporering kräver reduktion av cysteinrester inom det aktiva stället för SDHB. Både reducerade cysteinrester och redan inkorporerade Fe-S-kluster är mycket känsliga för ROS-skador. Ytterligare två SDH-sammansättningsfaktorer, SDHAF1 (SDH6) och SDHAF3 (SDH7 i jäst), verkar medverka i SDHB-mognad för att skydda underenheten eller dimer SDHA-SDHB från Fe-S-klusterskada orsakad av ROS.
Sammansättning av det hydrofoba ankaret bestående av underenheter SDHC och SDHD är fortfarande oklart. Speciellt vid insättning av hem b och även dess funktion. Heme b-protesgruppen verkar inte vara en del av elektrontransportvägen inom komplexet II. Kofaktorn upprätthåller snarare ankarstabiliteten.
 

## Mekanism

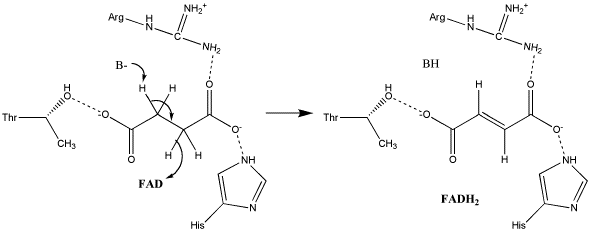
Bild 6: E2 Succinatoxidationsmekanism.

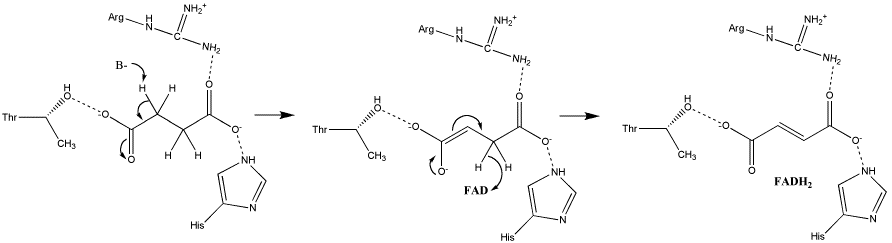
Bild 7: E1cb-succinatoxidationsmekanism.

### Succinatoxidation
Mycket är känt om succinatoxidationsmekanismen, som involverar överföring av en proton och en hydrid. En kombination av mutagenes och strukturanalys identifierar Arg-286 i SDHA-subenheten (E. coli-numrering) som protonskytteln. Kristallstrukturer av enzymerna från flera organismer visar att detta är väl förberedd för protonöverföringssteget. Därefter finns det två möjliga elimineringsmekanismer: E2 eller E1cb. I E2-elimineringen är mekanismen samordnad. Den basiska resten eller kofaktorn deprotonerar alfakolet och FAD accepterar hydriden från betakolet och oxiderar det bundna succinatet till fumarat — se bild 6. I E1cb bildas en enolatmellanprodukt, visad i bild 7, innan FAD accepterar hydrid. Ytterligare forskning krävs för att fastställa vilken elimineringsmekanism som succinat genomgår i succinatdehydrogenas. Oxiderat fumarat, nu löst bundet till det aktiva stället, är fritt att lämna proteinet. 

### Elektrontunnelering
Efter att elektronerna skiljts genom succinatoxidation via FAD tunnlar de längs [Fe-S]-reläet tills de når [3Fe-4S]-klustret. Dessa elektroner överförs därefter till en väntande ubikinonmolekyl inom det aktiva stället. Järn - svavelelektrontunnelsystemet visas på bild 9.

### Ubikuinonreduktion

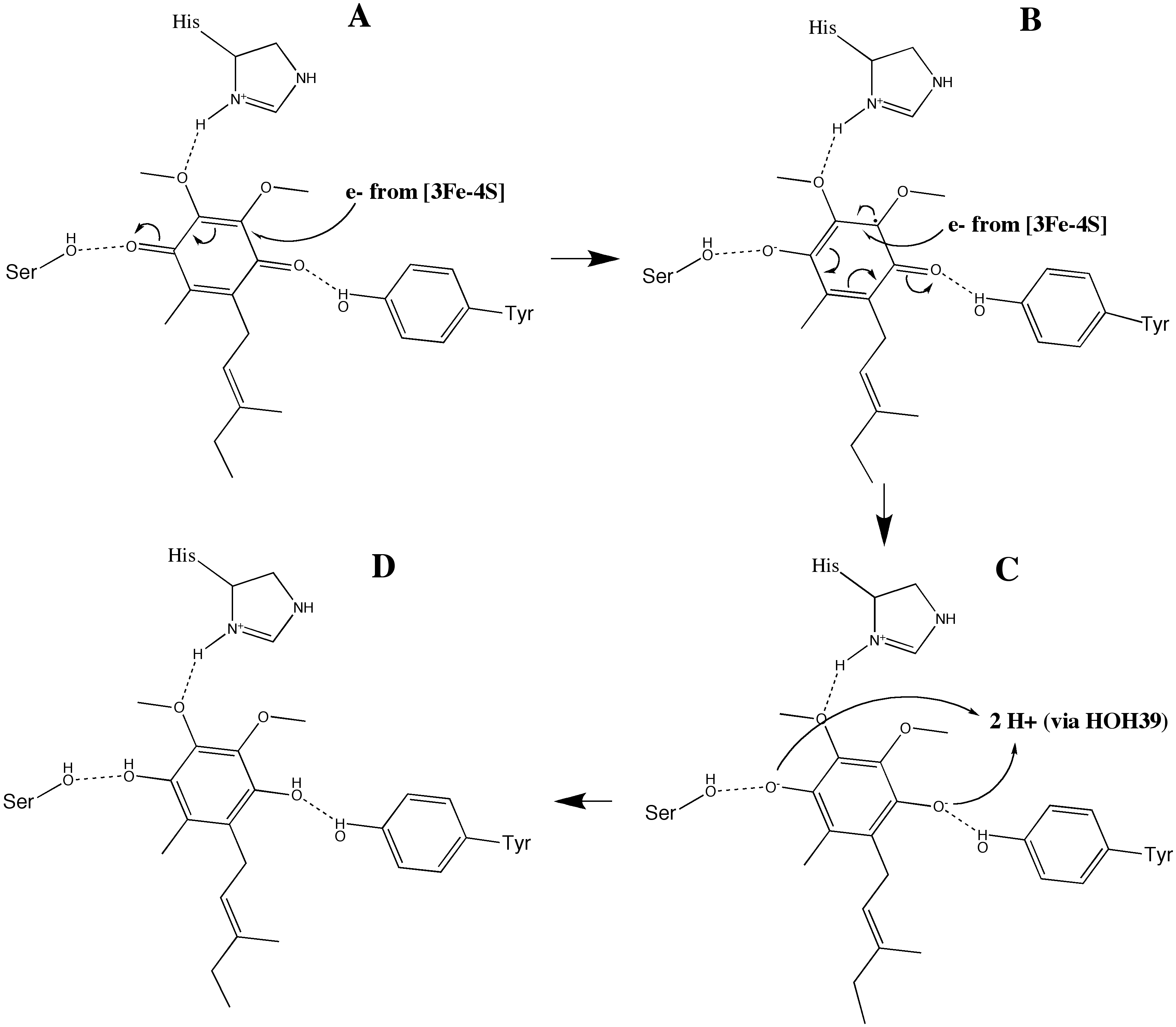
Image 8: Ubikuinonreduktionsmekanism.

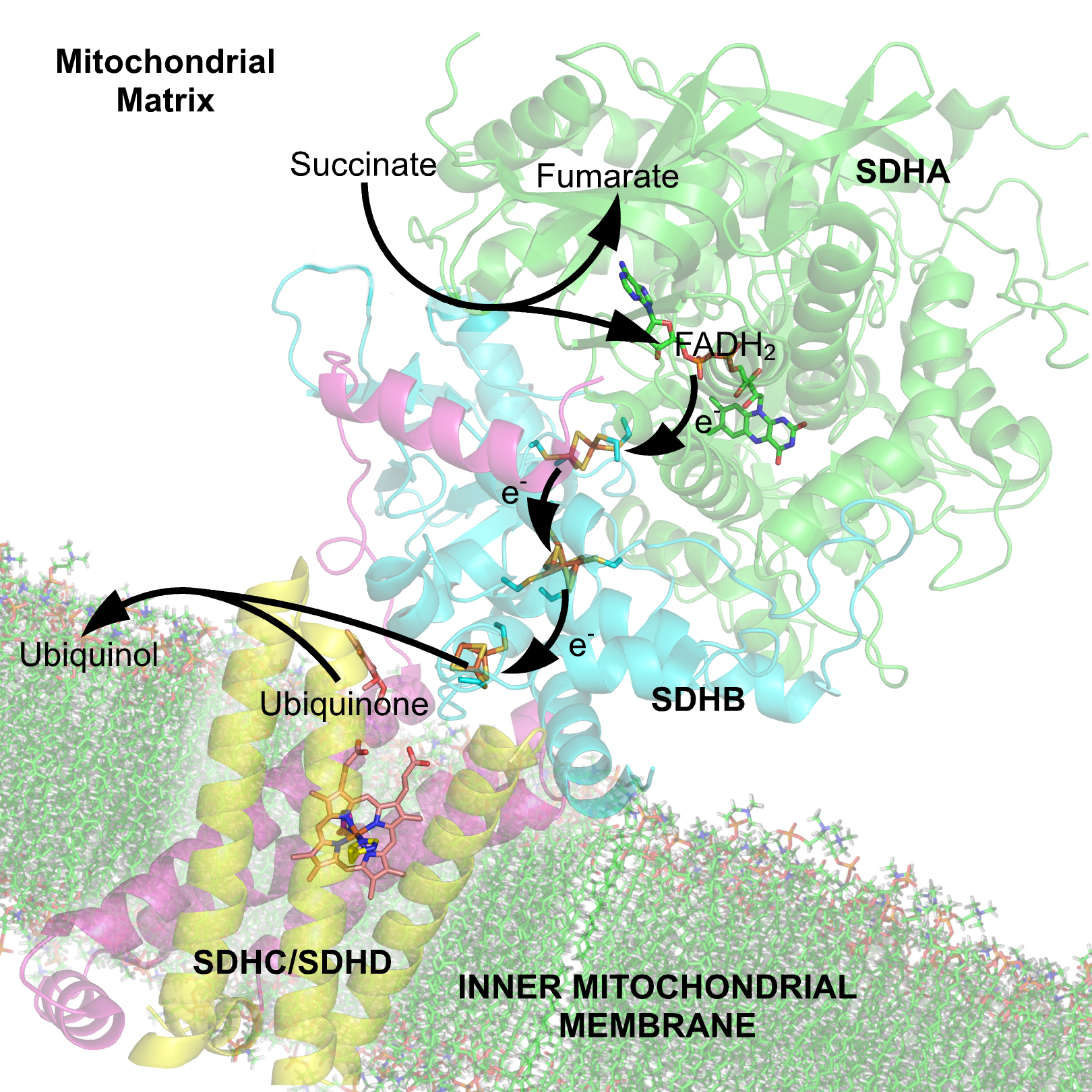
Image 9: Elektronbärare av SQR-komplexet. FADH_{2}, järn-svavelcentra, heme b, och ubikuinon.

O1-karbonylsyret i ubikinon är orienterad till det aktiva stället (bild 4) genom vätebindningsinteraktioner med Tyr83 i underenhet D. Närvaron av elektroner i [3Fe-4S] järnsvavelklustret initierar förflyttning av ubikinon till en andra orientering. Detta underlättar en andra vätebindningsinteraktion mellan O4- karbonylgruppen i ubikinon och Ser27 i underenhet C. Efter det första enstaka elektronreduktionssteget bildas en semikinonradikalspecies. Den andra elektronen kommer från [3Fe-4S]-klustret för att ge full reduktion av ubikinonet till ubikinol . Denna mekanism för ubikinonreduktionen visas i bild 8.

### Heme protesgrupp
Även om funktionaliteten av hemet i succinatdehydrogenas fortfarande undersöks, har vissa studier hävdat att den första elektronen som levereras till ubikinon via [3Fe-4S] kan tunnla fram och tillbaka mellan hemen och ubikinonmellanprodukten. På detta sätt fungerar hemkofaktorn som en elektronsänka. Dess roll är att förhindra intermediärens interaktion med molekylärt syre för att producera reaktiva syrearter (ROS). Hemgruppen, i förhållande till ubikinon, visas i bild 4.
Det har också föreslagits att en grindmekanism kan vara på plats för att förhindra att elektronerna tunnlar direkt till hemen från [3Fe-4S]-klustret. En potentiell kandidat är rest His207, som ligger direkt mellan klustret och hemen. His207 av underenhet B är i direkt närhet till [3Fe-4S]-klustret, den bundna ubikinonen och hemen, och kunde modulera elektronflödet mellan dessa redoxcentra.

### Protonöverföring
För att helt reducera kinonet i SQR behövs två elektroner samt två protoner. Det har hävdats att en vattenmolekyl (HOH39) anländer till det aktiva stället och koordineras av His207 av underenhet B, Arg31 av underenhet C och Asp82 av underenhet D. Semikinonarten protoneras av protoner som levereras från HOH39, vilket kompletterar ubikuinonenreduktion till ubikuinol. His207 och Asp82 underlättar sannolikt denna process. Andra studier hävdar att Tyr83 av underenhet D är koordinerad till en närliggande histidin såväl som O1-karbonylsyret i ubikuinon. Histidinresten minskar pKa för tyrosin, vilket gör det mer lämpligt att donera dess proton till den reducerade ubikinonmellanprodukten.